# William Richard Gowers
Sir William Richard Gowers (ur. 20 marca 1845 w Londynie, zm. 4 maja 1915 tamże) – brytyjski neurolog, pediatra, artysta malarz i rytownik.
W 1904 roku przedstawił jeden z pierwszych opisów fibromilagii. Na jego cześć nazwano drogę Gowersa w rdzeniu kręgowym i objaw Gowersa.

## Publikacje
- W. R. Gowers, A manual of the nervous system, Philadelphia; 2nd edition, volume 1, 1895.